# ریبرا (نیومکزیکو)
ریبرا (به انگلیسی: Ribera) یک روستا در ایالات متحده آمریکا است که در نیومکزیکو واقع شده‌است.